# 小池光
小池 光（こいけ ひかる、1947年（昭和22年）6月28日 - ）は、日本の歌人。学位は理学修士（東北大学）。本名は小池 比加兒。仙台文学館館長（第2代）。

## 来歴

### 生い立ち
1947年、宮城県柴田郡船岡町（現在の柴田町）に、大池唯雄（小池忠雄）の長男として生まれる。父の大池は、「兜首」および「秋田口の兄弟」にて第8回直木三十五賞を受賞するなど、小説家として活動していた。
宮城県仙台第一高等学校を経て、東北大学理学部物理学科を卒業。その後、同大学の大学院に進学し、理学研究科修士課程を修了。
1972年、短歌結社「短歌人」に入会。その後、高瀬一誌の薫陶を受ける。1975年、埼玉県の浦和実業学園高等学校へ理科教師として就職。翌年、テレビのクイズ番組に勝ち、招待によるヨーロッパ一周旅行を経験した。

### 歌人として
1978年、第1歌集『バルサの翼』を刊行、翌1979年には同歌集により第23回現代歌人協会賞を受賞。1980年、「短歌人」の編集人。1995年には、第4歌集『草の庭』により第1回寺山修司短歌賞を受賞。2001年、第5歌集『静物』で芸術選奨新人賞（文学部門）を受賞。2004年、「滴滴集6」30首（「短歌研究」2003年1月号）および「荷風私鈔」34首（「歌壇」2003年9月号）をもって、第40回短歌研究賞を受賞。同年、評論集『茂吉を読む - 五十代五歌集』で、第2回前川佐美雄賞を受賞。2005年、第6歌集『滴滴集』で、第16回斎藤茂吉短歌文学賞を受賞。同年、第7歌集『時のめぐりに』で第39回迢空賞を受賞。
2006年、31年間勤めた教職を退く。2007年、第2代仙台文学館館長に就任し、2020年まで館長を務めた。2011年、第8歌集『山鳩集』で、第3回小野市詩歌文学賞を受賞。2012年、『うたの動物記』で第60回日本エッセイスト・クラブ賞を受賞した。2013年春の叙勲で紫綬褒章受章。2016年、第9歌集『思川の岸辺』で第67回読売文学賞受賞。2020年、旭日小綬章受章。2022年『サーベルと燕』で現代短歌大賞及び第38回詩歌文学館賞受賞。
教職を退いてからは、作歌、結社誌編集のほか評論、執筆活動、講演会講師、パネラー、短歌大会選者、新聞選歌など多角的な活動をしている。また、読売新聞、北国新聞、山陽新聞、信濃毎日新聞の歌壇選者を務めている。

## 作風
写実的歌風であるが、現実とは遊離した趣の歌風である。歌の対象は日常的な事象が多く、鋭い観察眼を持っているが、その事象より想起される内的世界が広がりを見せ、人間の存在の意識に関わる歌となっている。小池の歌は、機智に富んだ現代版ただごと歌のようでありながら、その手法は、歌の対象の発見から想起、認識、転換へと魔術師のように歌を紡ぎ出していく。また、文語と歴史的仮名遣いを用いてより現代的な事象を表現するパイオニアとしての役割も果たしている。

## 代表歌
- いちまいのガーゼのごとき風たちてつつまれやすし傷待つ胸は　　『バルサの翼』
- バルサの木ゆふべに抱きて帰らむに見知らぬ色の空におびゆる　　『バルサの翼』

この歌集の代表歌とされている。少年は、模型飛行機を作るため適した軽いバルサ材を買って家へ帰ろうとしている。飛行機は少年の夢を乗せて未来へ飛び立っていく夢と希望の象徴である。しかし、飛んで行くはずの空は、少年の嘗て見たことのない色に染まっている。「抱い」ているものの実現しないだろう不安と恐れにおびえている少年がいる。少年期の繊細な感性と生に内在する恐怖を歌った写実でありながら、現代に生きる人間全てに敷衍できる不安を抉った象徴的な一首。
- 廃駅をくさあぢさゐの花占めてただ歳月はまぶしかりけり　　『廃駅』
- 夜の淵のわが底知れぬ彼方にてナチ党員にして良き父がいる　　『廃駅』

「わが底知れぬ」と詠むことによって、自己の内部の深淵と彼方にあるナチ党員をひきつけ、歴史的残虐性の人格と良き父という無辜の一市民の性格が同一人物の中に存在するという両具性を詠んだ点に卓越した力を感じる。しかし、この発想はあくまで日本人の側から、日本人の存在の意義を問うものとされている。
- うごき鈍くなりたる母とむきむきに雑煮をくひて言ふこともなし　  『日々の思い出』
- 佐野朋子のばかころしたろと思ひつつ教室へ行きしが佐野朋子をらず　  『日々の思い出』
- 日の丸はお子様ランチの旗なれば朱色の飯（いい）のいただきに立つ 　『日々の思い出』

第3歌集『日々の思い出』になると作歌の方法に大きな変化が現れる。いわゆる「ただごと歌」といわれる範疇の歌を詠んでいる。第2歌集までの抒情をやめ、一見、どうでも良いような日常の茶飯事を歌っている。一首目は、小市民的な家族の日常の中に、二首目は、目に入る存在をそのまま捕らえようとする中に、肩を張らずに日常を詠む歌となっている。これは、年齢を重ねる中で、気が張り切って詠んできた前作までの作歌姿勢をこの際一休みし、再度抒情を目指し作歌の転換を期していく、そのための「ただごと歌」の実験のように思われる。ちなみに、小池は旧かなで作品を発表しているが、『日々の思い出』という歌集名だけは新かなである。
- ながれゆく煙を透かしけむりのかげあはく移ろふパネルの壁に　　『滴滴集』
- 足の爪遠いところに生えてゐてそれを剪らむと曲げゆくからだ　　『滴滴集』

一首目、煙が手前にあれば、その向こうのけむりの影は、普通は見えない。それを透かして見ているところに観察と面白さがある、同時に「煙」と「けむり」は言葉の重複による単調さを避けるため、また「煙」と「けむりのかげ」は異なるものであることの強調である。
二首目、全く日常的な対象の歌。しかし、人体の中に遠い、近いという観念があることの発見、また、からだを曲げてゆく人体のフォルムの面白さを表現している。
この歌集は、全体を通じて日常的な素材の中に新鮮な発見や批評精神に支えられた皮肉、諧謔、暗示、ユーモアとペーソスが、あらゆる視座で掬い上げられていると評価され、斎藤茂吉短歌文学賞の対象となった。

## 著作

### 歌集
- 『バルサの翼』（1978年、沖積舎）
- 『廃駅』（1982年、沖積舎）
- 『日々の思い出』（1988年、雁書館）
- 『草の庭』（1995年、砂子屋書房）
- 『静物』（2000年、砂子屋書房）
- 『滴滴集』（2004年、短歌研究社）
- 『時のめぐりに』（2004年、本阿弥書店）
- 『山鳩集』（2010年、砂子屋書房）
- 『思川の岸辺』（2015年、角川文化振興財団）
- 『梨の花』（2019年、現代短歌社）
- 『サーベルと燕』（2022年、砂子屋書房）

### 歌書等
- 『街角の事物たち』（1991年、五柳書院）
- 『短歌 物体のある風景』（1993年、本阿弥書店）
- 『現代歌まくら』（1997年、五柳書院）
- 『鑑賞・現代短歌 10　岡井隆』（1997年、本阿弥書店）
- 『斎藤茂吉―その迷宮に学ぶ』（1998年、砂子屋書房）　岡井隆・永田和宏との共著
- 『昭和短歌の再検討』（2001年、砂子屋書房）　三枝昂之・島田修三・永田和宏・山田富士郎との共著
- 『茂吉を読む - 五十代五歌集』（2003年、五柳書院）
- 『うたの動物記』（2011年、日本経済新聞出版社　2020年、朝日文庫）
- 『うたの人物記―短歌に詠まれた人びと』（2012年、角川学芸出版〈角川短歌ライブラリー〉）

## 参考図書
- 『短歌』2005年10月号（特集小池光、角川書店)